# NGC 90
NGC 90 é uma galáxia espiral barrada (SBc) localizada na direcção da constelação de Andromeda. Possui uma declinação de +22° 24' 02" e uma ascensão recta de 0 horas, 21 minutos e 51,6 segundos.
A galáxia NGC 90 foi descoberta em 26 de Outubro de 1854 por William Parsons.